# Corbera (Navès)
Corbera és un masia situada al municipi de Navès, a la comarca catalana del Solsonès.